# Compulsion Games
Compusion Games Inc. é uma desenvolvedora de jogos canadense e um estúdio pertencente aos Xbox Game Studios, conhecida pelos jogos Contrast e We Happy Few. Fica localizada em Saint-Henri, em Montreal, uma cidade conhecida por sua grande participação na indústria de jogos. 
No dia 10 de junho de 2018 no palco da Electronic Entertainment Expo 2018 (E3 2018), Phil Spencer chefe da divisão de games da Microsoft anunciou a compra do estúdio que se tornará um dos estúdios que compõem a Xbox Game Studios.

## História
Compulsion Games foi fundada em 2009 por Guillaume Reitor; anteriormente, ele havia trabalhado para empresas como a Arkane Studios, na França, uma empresa bem conhecida pelo jogo Dishonored.
Provost decidiu começar seu próprio negócio e então recruta uma equipe para trabalhar em uma antiga fábrica de gramofones, incluindo Alex Epstein (Diretor de Narrativa) e Whitney Clayton (Diretora de Arte). A equipe que tinha trabalhado com a Valve Corporation em The Orange Box e para Ubisoft em Far Cry 3. Para arrecadar dinheiro para o Contrast, o seu primeiro jogo, a equipe trabalhou em projetos como Darksiders, Dungeons & Dragons: Daggerdale, e até mesmo Arthur Christmas: Elf Run para iOS.

## Jogos
Até hoje a equipe canadense, teve apenas dois jogos, o segundo ainda está arrecadando fundos no Acesso Antecipado: Contrast (2013) e We Happy Few (2018, e em acesso antecipado desde 2016).

### Contrast
Contrast era um dos poucos títulos disponíveis pera PS4 na época do seu lançamento. O tema central do título é o cuidado com os filhos. O título é uma aventura que se passa durante a Belle Epoque, com estética da Arte Nova, com atmosfera de filme noir e trilha sonora assustadora. Contraste se passa na década de 1920, misturando influências da cultura Burlesca e da era Vaudeville e elementos da década de 1940. Você joga com Dawn, o amigo imaginário de uma menina, Didi, que tem o poder de se transformar em sua própria sombra.  Ela pode fazer isso a qualquer momento, desde que não seja em uma área iluminada. O jogo é baseado num jogo inteligente de sombras e luzes: Dawn tem a capacidade de trânsito do colorido mundo 3D das ruas de Paris para o mundo bidimensional de sombras e aplaina-se nas paredes dos edifícios ou salas; assim você pode estar em níveis 2D. Você pode mover-se para resolver os quebra-cabeças. Você pode mover as coisas no mundo 3D, e até mesmo as fontes de luz, resultando em uma alteração drástica nas sombras do 2D. << Provostr trabalhou um pouco com Valve na época do "Portal" , e foi realmente inspirado pela forma como Portal encorajava as pessoas a pensar sobre o espaço de maneiras diferentes.  A ideia de sombras em 2D e interação em 3D surgiram em uma loja de café, na França, e parecia ser uma ótima maneira de explorar novas quebras na mecânica.  Os filmes noir e a narrativa, tudo fluiu a partir deste simples conceito>>.

### We Happy Few
We Happy Few é uma distopia "alegre" em uma fictícia cidade inglesa, chamada Wellington Wells, que nos faz lembrar a Londres psicodélica dos anos 60. Trata-se de uma sociedade retrofuturística formada por uma linha do tempo alternativa de eventos dentro da II Guerra Mundial, que agora está à beira do colapso em meados dos anos 1960. Os moradores da cidade, para esquecerem o horror que passaram, começam a tomar um alucinógeno chamado "Joy" (alegria) que os fazem felizes, mas também deixa-os mais facilmente manipuláveis. Os jogadores irão controlar um dos três personagens na versão completa, que é apelidado de "Downer" depois de escolher parar de usar a droga Joy, o jogador deve tentar sobreviver tempo suficiente para completar algo importante e pessoal para si, enquanto tenta fugir da cidade antes que o iminente colapso social aconteça. Jogado a partir de uma perspectiva de primeira pessoa, o jogo combina RPG, sobrevivência, a luz e elementos roguelike, com foco na criação de uma história com forte narrativa, jogabilidade, sublinhada por uma sensação de paranoia, e decisões que afetam mais tarde no jogo. Este jogo peculiar mistura de risos e distopia, outro "contrast" depois que as luzes e sombras do título anterior, lembram-nos do filme Brazil de Terry Gilliam, lançado em 1985, por sua vez inspirado na essência distópica do romance de Orwell, "1984". No primeiro trailer, podemos reconhecer traços da obra-prima de Kubrick, "Laranja Mecânica". O estilo estético lembra vagamente Bioshock Infinite, porque a Compulsion Games parece particularmente vinculada ao movimento Art Déco, também presente no Contrast. A empresa filmou uma entrevista para apresentar o jogo. O vídeo explica personagens como, Percy e o Tio Jack.

### South of Midnight
South of Midnight é um próximo videogame de ação e aventura desenvolvido pela Compulsion Games para Xbox Series X/S e Microsoft Windows. Situado no cenário atmosférico do sul dos Estados Unidos, combinando uma narrativa com direção de arte única e elementos de jogabilidade temática profunda. Descrito como um jogo "linear amplo", South of Midnight apresenta algumas áreas exploráveis que são fechadas, exigindo que os jogadores completem a história em cada região antes de avançar para a próxima. O jogo será disponibilizado no lançamento assinantes do Xbox Game Pass.